# Bulotiškė
Bulotiškė albo Bulakavas (hist., pol. Bułhakowsk) – wieś na Litwie położona w rejonie łoździejskim okręgu olickiego, 9 km na północny zachód od Łoździei.

## Historia

### Własność
Dobra te zawdzięczały swą nazwę najprawdopodobniej Iwanowi Waselewiczowi Bułhakowi herbu Syrokomla, który w XVI wieku był ich właścicielem. Od około początku XVII wieku ziemia ta prawdopodobnie należała do starostwa mereckiego (jednego ze starostw powiatu trockiego) i przez kilka pokoleń była zarządzana przez rodzinę Naruszewiczów. W 1603 roku dzierżawcą (?) majątku był Krzysztof Naruszewicz, późniejszy podskarbi wielki litewski, zaś w 1660 roku jego synowie Kazimierz i Aleksander byli określani jako starostowie bułhakowscy z Bułhakowa. Na przełomie XVIII i XIX wieku majątek ten był własnością (najprawdopodobniej drogą dziedziczenia) Stanisława Karęgi (1783–1831), dyrektora Komisji Skarbu Królestwa Polskiego, żonatego z Urszulą Tödwen. Po śmierci Stanisława dobra odziedziczyła jego 14-letnia wtedy córka Rachela, która (lub inni spadkobiercy Stanisława i Urszuli) w 1845 roku sprzedała Bułhakowsk Felicjanowi Bułharynowi herbu Bułat (~1800–1847). W 1880 roku, gdy dobra te należały do spadkobierców Felicjana, zostały rozsprzedane na licytacji i tym samym uległy rozpadowi na kilka części. Największa część, o powierzchni 698 morgów z samą siedzibą, stała się własnością pani Arnoldowej (o nieznanym imieniu), zaś w 1914 roku – Artura Bergemana. Od tego ostatniego tę część majątku kupili Nawliccy herbu Starykoń. Ostatnimi właścicielami Bułhakowa, do II wojny światowej, byli bracia Józef i Andrzej Nawliccy.
| Rok  | Liczba ludności |
| ---- | --------------- |
| 1888 | 124             |
| 1923 | 139             |
| 1959 | 95              |
| 1970 | 96              |
| 1979 | 61              |
| 1984 | 40              |
| 1989 | 25              |
| 2001 | 16              |
| 2011 | 5               |

### W powstaniu styczniowym
W nocy z 30 na 31 stycznia 1863 roku wójt gminy Bułhakowsk Juliusz Letowt kazał kowalowi w Bułhakowsku, Izraelowi Frezińskiemu „robić piki lub kosy”. Ten, wykonując polecenie wójta, oprawił siedem kos. Jedną z nich ukradł Michał Jabłoński, mieszkaniec wsi i zaniósł Rosjanom. Letowt miał też rozkazać chłopom wsi w swojej gminie, aby udali się do kościoła w Urdominie. Poinformowani o tym Rosjanie aresztowali Letowta. Został osadzony w suwalskim więzieniu. Przebywał tu aż do egzekucji. Został rozstrzelany 9 kwietnia 1864 roku, mimo że w czerwcu 1863 roku poręczenie za Letowta złożyli prawnicy z Suwałk: Edward Awejde, Aleksander Szymański i Teofil Józef Kowalski. „Żonie jego i dzieciom Bakłanow nie pozwolił z nim się pożegnać”.
W dniu 13 kwietnia 1864 roku rozstrzelany został również w Suwałkach ks. Jerzy Dajlida „za przeczytanie w kościele z ambony oburzających proklamacji”. Od marca 1862 roku był wikariuszem w parafii Urdomin. Według aktu oskarżenia, w nocy z 30 na 31 stycznia 1863 roku przyjmował w kościele przysięgę od włościan ze wsi gminy Bułhakowsk. Rozkaz miał im wydać wspomniany wyżej wójt Juliusz Letowt. Tekst przysięgi ksiądz Dajlida otrzymał od Rodziewicza, wójta gminy Urdomin. W kościele było około 60 osób. Donos na księdza złożyli: Wasyl Borysow, filipon, sołtys wsi Bielańce oraz niejaki Sikorski, sołtys wsi Strumbogłów.

### Przynależność administracyjna
W I Rzeczypospolitej, do III rozbioru Polski w 1795 roku – starostwo mereckie w powiecie trockim województwa trockiego Rzeczypospolitej. Po rozbiorach Bułhakowsk znalazł się na terenie powiatu kalwaryjskiego (ujezdu), który kolejno należał do:
- departamentu białostockiego pruskiej prowincji Prusy Nowowschodnie (Nowych Prus Wschodnich) w latach 1795–1807
- departamentu łomżyńskiego Księstwa Warszawskiego w latach 1807–1815
- województwa augustowskiego Królestwa Polskiego w latach 1816–1837
- guberni augustowskiej Królestwa Polskiego w latach 1837–1866
- guberni suwalskiej Królestwa Polskiego w latach 1867–1915.

W drugiej połowie XIX wieku należał do gminy i parafii Urdomin.
Od 1922 roku Bułhakowsk należy do Litwy, która w okresie 1940–1990, jako Litewska Socjalistyczna Republika Radziecka, wchodziła w skład ZSRR.

## Dwór
Najprawdopodobniej w pierwszej ćwierci XIX wieku Stanisław Karęga wzniósł tu reprezentacyjny klasycystyczny dwór. Był to parterowy dom zaprojektowany na planie dość długiego prostokąta, dziewięcioosiowy, w trójosiowej części środkowej dwukondygnacyjny. Stał na podmurówce i jego frontowa elewacja była skierowana na północ. Ze względu na pochyłość terenu podmurówka po stronie zachodniej była znacznie wyższa. Części środkowe, zarówno od frontu, jak i ogrodu charakteryzowały płytkie ryzality. Po stronie północnej środkową część dominował głęboki portyk w wielkim porządku o czterech pseudotoskańskich kolumnach, dźwigających belkowanie i trójkątny fronton. Wewnątrz portyku na wysokości I piętra był balkon. Elewację ogrodową zdobił podobny portyk. Zarówno część środkowa, jak i skrzydła były kryte gładkimi, gontowymi dachami dwuspadowymi.
Wnętrze miało układ dwutraktowy. W centralnej, frontowej części był hol, ze schodami na piętro po lewej stronie. Od strony ogrodowej pośrodku był wielki salon, z którego było wyjście na taras ogrodowy.
Dwór był głównym budynkiem układu rezydencjalnego składającego się z kilku budynków stojących symetrycznie wokół obszernego, owalnego dziedzińca. Po obu stronach domu stały dwa identyczne parterowe budynki, tworząc z dworem kąt rozwarty. Budynek zachodni był oficyną, a wschodni – świronem. Inne budynki gospodarcze stały w lekkim oddaleniu, była tu m.in. stajnia koni zaprzęgowych i wierzchowych.
Po południowej stronie domu był drugi gazon, o kształcie prostokątnym, dalej był sad owocowy o powierzchni 3 ha. Park został w znaczącym stopniu zniszczony w XX wieku.
Zasadnicza część budynku dworu i niektóre zabudowania gospodarcze przetrwały do dziś. Od 1992 roku częściowo zrujnowany dwór i zabudowania folwarcze znajdują się w rejestrze zabytków Litwy. Obecnie właścicielem majątku jest Jūratė Navickaitė-Linartienė, córka przedwojennych właścicieli.
Majątek Bułhakowsk został opisany w 11. tomie Dziejów rezydencji na dawnych kresach Rzeczypospolitej Romana Aftanazego.